# Генрік Бласк'єр
Генрік Бласк'єр (дан. Henrik Blakskjær, 8 липня 1971) — данський яхтсмен.
Олімпійський чемпіон 2000 року в класі Солінґ.